# Dolichopetalum kwangsiense
Dolichopetalum kwangsiense là một loài thực vật có hoa trong họ La bố ma. Loài này được Tsiang mô tả khoa học đầu tiên năm 1973.
Phân bố: Miền nam Trung Quốc (tây Quảng Tây, Quý Châu, Vân Nam). Tại Trung Quốc người ta gọi nó là 金凤藤 (kim phượng đằng).